# Zelotes acapulcoanus
Zelotes acapulcoanus este o specie de păianjeni din genul Zelotes, familia Gnaphosidae, descrisă de Willis J. Gertsch și Davis, 1940. Conform Catalogue of Life specia Zelotes acapulcoanus nu are subspecii cunoscute.